# Włodzimierz Gensiarski
Włodzimierz Gensiarski (ur. 2 września 1912 w Kalnicy, zm. 12 lipca 1944 w Łaziskach) – działacz komunistyczny, uczestnik II wojny światowej w szeregach Armii Czerwonej i Armii Ludowej.

## Życiorys
W latach 1925–1932 uczęszczał do ukraińskiego gimnazjum w Kołomyi, po ukończeniu którego podjął studia na wydziale humanistycznym uniwersytetu lwowskiego, a w październiku 1933 przeniósł się na wydział architektury Politechniki Warszawskiej. Jesienią 1934 wstąpił do OMS „Życie” i wkrótce stał się jednym z najaktywniejszych członków organizacji. Był współorganizatorem tzw. Frontu Niezamożnych – akcji przeciwko opłatom za studia, występował na wiecach „antyfaszystowskich”. W 1935 wstąpił do KZMP. Za działalność polityczną był wielokrotnie aresztowany, a od października 1937 do kwietnia 1938 był osadzony w obozie w Berezie Kartuskiej. Po zwolnieniu poświęcił się działalności publicystycznej, pisał do czasopisma Klubu Demokratycznego „Czarno na białem”. Po napaści Niemiec hitlerowskich na Polskę walczył w szeregach RBOW.
Po kapitulacji Warszawy przedostał się wraz z żoną Walentyną do Lwowa, gdzie wstąpił na politechnikę, by dokończyć przerwane kilkakrotnymi aresztowaniami studia. Wkrótce został przewodniczącym studenckiej organizacji samopomocowej. Brał również udział w akcjach wyborczych do rady narodowej we Lwowie i do ciał parlamentarnych USRR. Atak Niemiec na ZSRR w 1941 zastał go na praktyce w Zaporożu, skąd został skierowany do pracy w Turkiestanie. Następnie wstąpił do Armii Czerwonej i walczył w jej szeregach do 1943. Po zajęciu Kijowa otrzymał ze sztabu armii zadanie przedostania się do Polski w celach wywiadowczych. Na początku 1944 przedostał się przez front wraz z E. Lewandowskim, byłym podoficerem WP, do okupowanej Białorusi, gdzie walczył w jednym z sowieckich oddziałów partyzanckich.
Na początku lutego 1944 przyłączył się do batalionu AL im. Jana Hołoda, działającego w Lasach Parczewskich. Wkrótce został zastępcą dowódcy do spraw oświatowych. Jednocześnie wykonywał zadania specjalne, przekazując Sztabowi Generalnemu Armii Czerwonej wiadomości o umocnieniach niemieckich na prawym i lewym brzegu Wisły. W batalionie AL im. Hołoda przebywał do maja 1944, biorąc m.in. udział w walkach pod Amelinem (10 maja) i bitwie pod Rąblowem 14 maja. Następnie przeszedł do oddziału specjalnego AL w Obwodzie Lubelskim dowodzonego przez Gustwa Alefa-Bolkowiaka jako zastępca ds. oświatowych. Przy jego współudziale na początku lipca 1944 została zawarta umowa między AL i AK na obszarze pow. puławskiego i janowskiego o niezwalczaniu się i wzajemnej pomocy w walce z Niemcami. Zginął 12 lipca 1944 w ataku na niemiecką załogę w Łaziskach pod Opolem Lubelskim. Po wojnie jego zwłoki ekshumowano i złożono na Cmentarzu Wojskowym na Powązkach (kwatera 6A-6 lewa strona-30). Pośmiertnie został odznaczony Krzyżem Grunwaldu III klasy i awansowany na podpułkownika.